# Heteronyx exsectus
Heteronyx exsectus är en skalbaggsart som beskrevs av Blackburn 1909. Heteronyx exsectus ingår i släktet Heteronyx och familjen Melolonthidae. Inga underarter finns listade i Catalogue of Life.